# مندانك (أبعلي)
مندانك (بالفارسية: مندانک) هي قرية تقع في إيران في قسم أبعلي الريفي. يقدر عدد سكانها بـ 53 نسمة .